# マルクス・アティリウス・レグルス
マルクス・アティリウス・レグルス (ラテン語: Marcus Atilius Regulus、おそらく紀元前307年以前 - 紀元前250年)は、共和政ローマ時代の政治家、将軍。紀元前267年と256年には執政官を務めた。

## 略歴

### 最初のコンスルシップ
レグルスが最初に執政官となったのは紀元前267年の事で、サレント半島に住むメッサピイ人に勝利し、ブルンディシウムを攻略、同僚のルキウス・ユリウス・リボと共に凱旋式の栄誉にあずかった。

### 二度目のコンスルシップ
紀元前256年に死亡したクィントゥス・カエディキウスの補充執政官として再選されると、第一次ポエニ戦争を戦うことになる。シキリア周辺海域での海戦に勝利し (エクノモス岬の戦い)、北アフリカへと侵攻、アスピスの戦い、アディスの戦いと緒戦には勝利したものの、紀元前255年チュニスの戦いで敗れ捕虜となった。

レグルスが2度目の執政官を務めていたとき、

ハンニバルの父ハミルカル・バルカの下にいた、

スパルタ人の将軍クサンティッポスの策にかかり、

アフリカで捕らえられた。
キケロ『義務について』3.99

### カルタゴの捕虜として

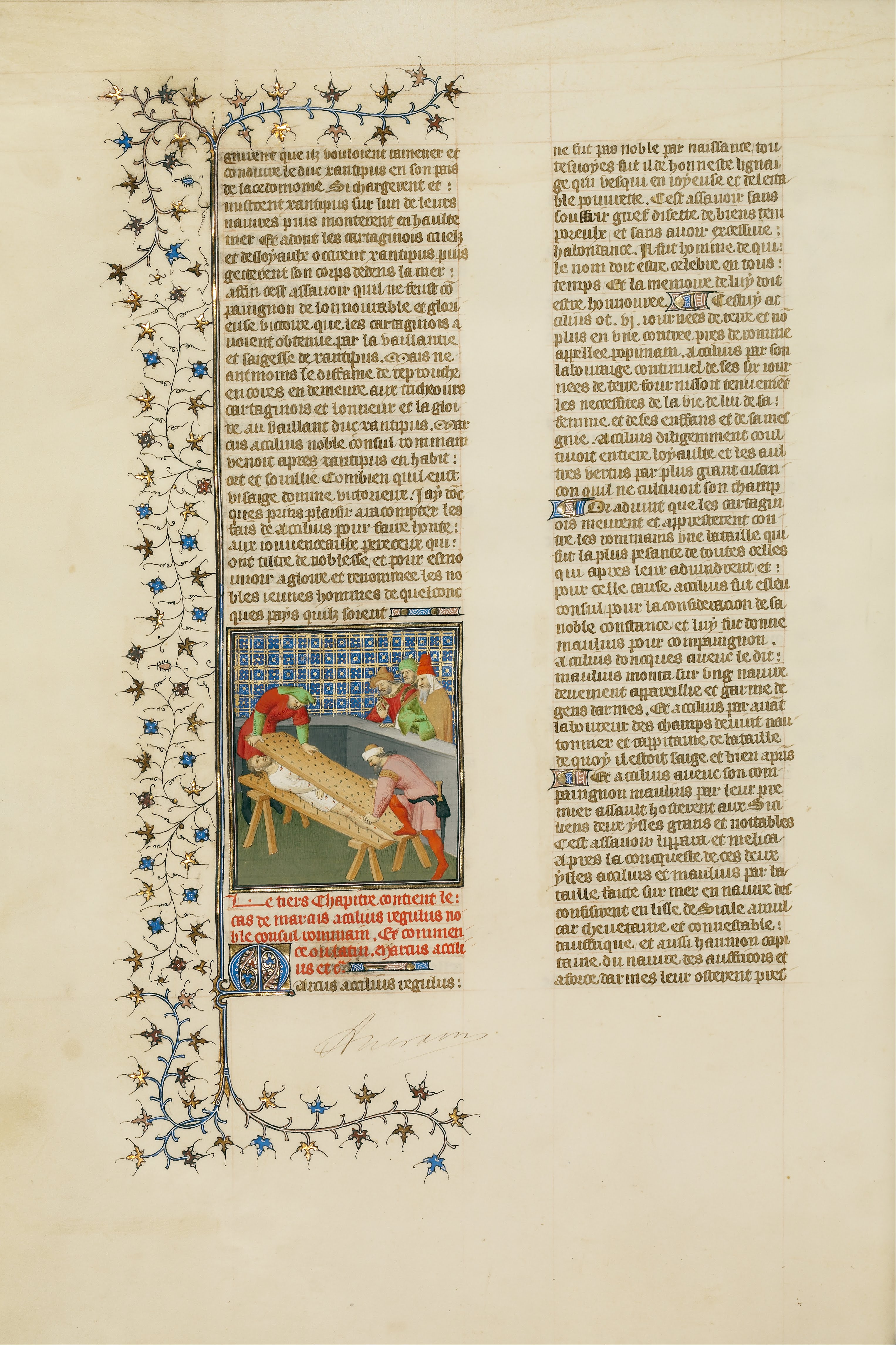
執政官アティリウス・レグルスの死

和平交渉の際には仮釈放されローマへと同行させられたが、カルタゴの狙いを無視して元老院に徹底抗戦を呼びかけた後、ローマの人々の反対を押し切り、仮釈放という約束を果たすためカルタゴへと帰っていった。

レグルスは捕虜交換交渉のため仮釈放されたが、

ローマに来てまず行なったのは、

捕虜を戻す事を禁じる動議だった。

親類縁者が皆、カルタゴに戻らないよう引き留める中、

彼は敵と交わした約束を破るよりも、

戻って拷問の末に死ぬことを選んだのだ。
キケロ『義務について』1.39

カルタゴに帰ったレグルスは拷問の末殺された、とローマでは言い伝えられ、彼の態度は市民の美徳のお手本とされた。一説によるとその最後は、釘を打ち込まれた桶に入れられ不眠の拷問の末だったという。

私の代弁者たる美徳（virtus）は間違いなく、

快楽を追求した幸福な男トリウスよりもレグルスを上位と見なすだろう。

彼は自分の意思で、敵との約束を守るためにカルタゴへ戻った。

不眠と飢餓に責められる間、

それでもバラに囲まれ戯れるトリウスよりも幸せだったと、

そう美徳は宣言する。

レグルスは2度執政官となり、凱旋式まで挙行したが、

最後に受けた災厄こそが、最も偉大で栄光に満ちた行いなのだ。
キケロ『善と悪の究極について』2.65

## 一族
アティリウス・レグルスは名祖であり凱旋式を行った事もある紀元前294年の同名の執政官の息子である。アティリウス氏族はカラブリア出身という説もあるが定かではない。
後世のローマ人史家によると、妻のマルキアは夫の訃報に接し、カルタゴ人の囚人幾人かを夫と同じように拷問死させたという。
リウィウスの記録によると、彼には少なくとも二人の息子と娘が一人おり、息子は二人共執政官となった。マルクスは紀元前227年、ガイウスは225年の就任であるが、ガイウスはガリア人とのテラモンの戦いにおいて命を落とした。
兄弟もしくはいとこにガイウス・アティリウス・レグルス・セッラヌスがおり、彼もまた紀元前257年と250年の二度執政官となった。

## 芸術作品
レグルスの逸話は幾人かの画家に題材とされている。

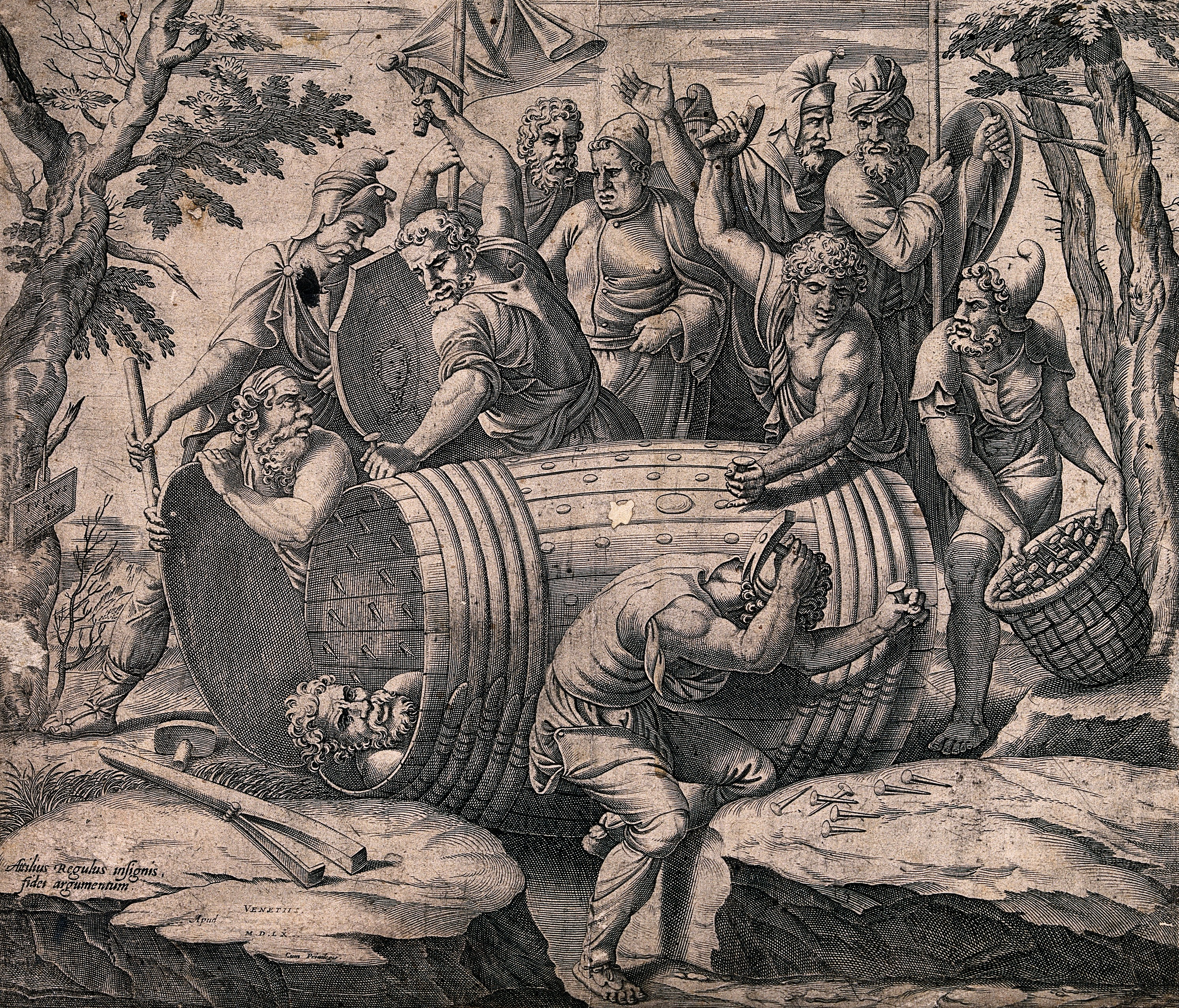
ジュリオ・ロマーノ, 桶に打ち付けられるレグルス (1560年)
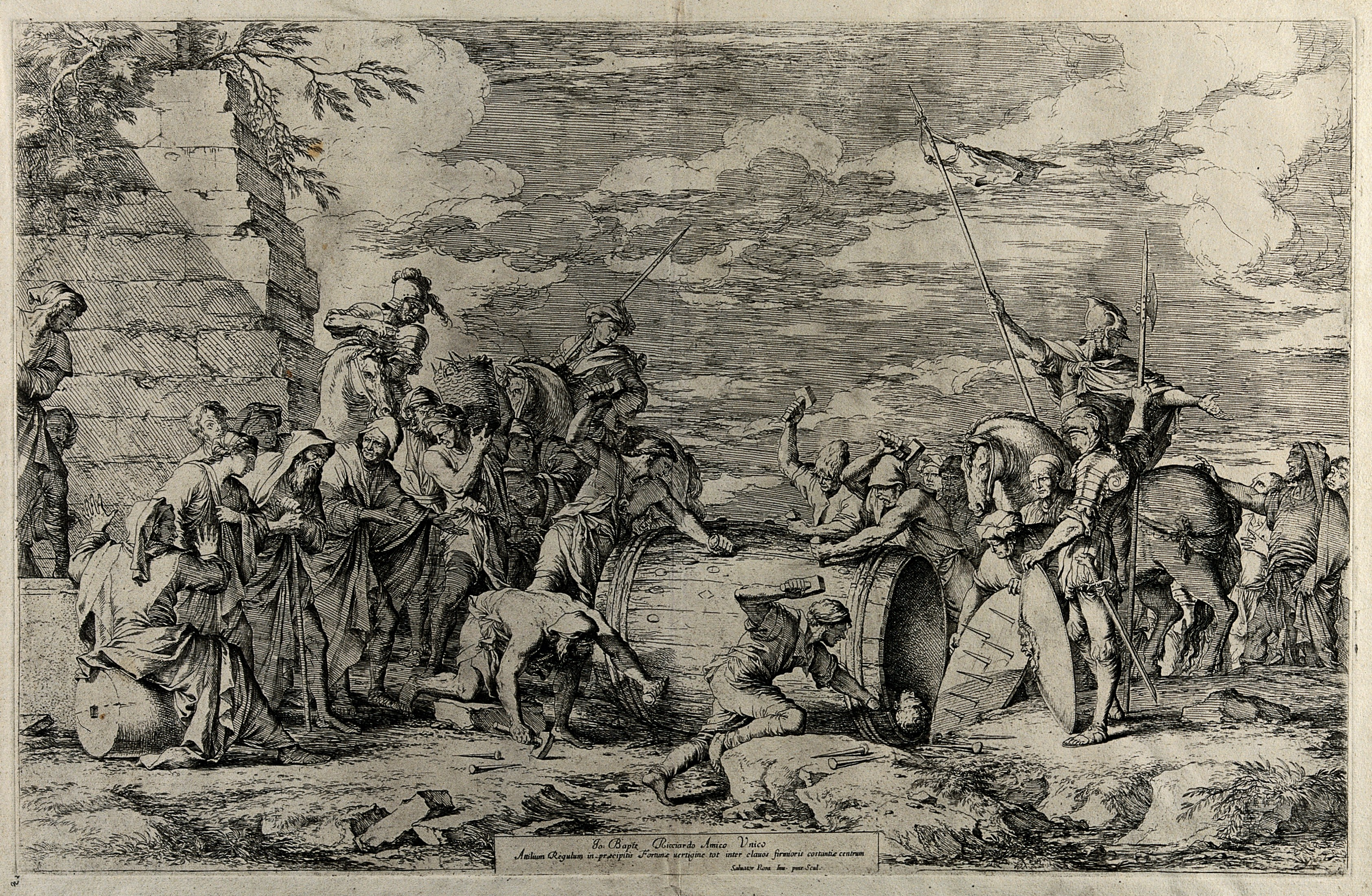
サルヴァトル・ローザ, レグルスを桶に釘で打ち付けるカルタゴ兵 (1661–62年)
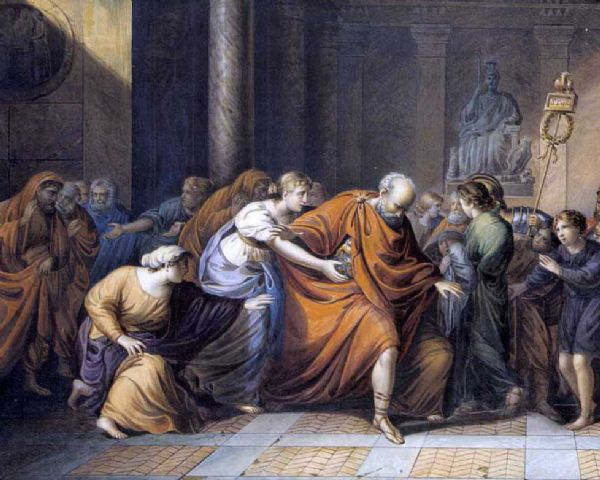
Michel Ghislain Stapleaux, 家族に引き止められるレグルス (1832年)

他にも、
- ターナー、レグルス (1828年、1837年加筆)[9]
- ジャック＝ルイ・ダヴィッド、カルタゴへ出発するレグルス (1785-86年)[10]